# Cent Francs l'amour
Pour plus de détails, voir Fiche technique et Distribution.
Cent Francs l'amour est un film français réalisé par Jacques Richard en 1986.

## Synopsis
Jeremy Cardiff, jeune photographe sans le sou, accepte de se faire entretenir par Maurice Mainfroy, un antiquaire homosexuel qui a récemment touché un gros héritage ... Jeremy persiste malgré tout à ne lui offrir que son amitié. La nuit Jeremy erre dans les quartiers chauds et fréquente un peep-show où danse Otie, une strip-teaseuse dont il tombe amoureux ...

## Fiche technique
- Titre : Cent Francs l'amour
- Réalisation : Jacques Richard
- Assistants du réalisateur : Dominique Zlatoff, Catherine Puertas
- Scripte : Valérie Pécheur
- Régie : Muriel Paradis, Yves Bernanos
- Costumes : Elisabeth Dallier
- Maquillage : Thierry Lécuyer
- Musique : Mort Shuman
- Société de production : Les Films Galaxie
- Pays d'origine :  France
- Langue : Français
- Format : couleur - 35 mm - 1,66:1 - son mono
- Genre : Drame
- Durée : 89 minutes
- Date de sortie : France - 20 août 1986

## Distribution
- Richard Bohringer : Maurice Mainfroy
- Pierre-Loup Rajot : Jeremy Cardiff
- Valérie Steffen : Otie
- Sabine Delouvrier : Camille
- Dominique Pinon : Tom
- Hella Petri : Clara Moor
- Paulette Dubost : Gracieuse
- Dominique Besnehard : Monsieur Kruk